# Église Saint-Quintien de Picherande
L'église Saint-Quintien est une église catholique située à Picherande, en France.
Elle fait l'objet d'une protection au titre des monuments historiques.

## Localisation
L'église Saint-Quintien est située dans le département français du Puy-de-Dôme, au centre du bourg de Picherande, en bordure de la route départementale 203.

## Historique
La première mention écrite connue de l'église remonte à 1270. Cette église à nef unique est bâtie au XIIe siècle. Deux siècles plus tard, un transept est créé par l'ajout deux chapelles latérales. Au XVe siècle, celles-ci sont ensuite transformées pour flanquer la nef de deux collatéraux. Au XIXe siècle, des contreforts massifs viennent étayer le mur sud et le clocher est rebâti.
Le cimetière paroissial qui jouxtait l'église est transféré dans le bourg en 1905, 200 mètres plus à l'ouest.
Hormis le clocher, le reste de l'édifice est inscrit au titre des monuments historiques le 15 octobre 1971.
Initialement sous le patronage de Notre-Dame, l'église est dédiée après la Révolution française à saint Quintien, évêque de Clermont du début du VIe siècle.

## Architecture
Comme pour nombre d'églises chrétiennes, l'édifice est orienté est-ouest.
L'église est de forme plus ou moins rectangulaire. La nef, longue de quatre travées, est flanquée de deux bas-côtés, celui du nord ayant une travée de moins que celui du sud. Le portail, surplombé par le clocher-flèche carré, donne dans le collatéral nord alors que celui au sud dispose d'une porte qui donnait initialement sur le cimetière, déménagé en 1905. De ce fait, cette porte se trouve extérieurement à environ un mètre de hauteur.
Le chœur, voûté en cul-de-four, se termine en abside hémicirculaire, ornée extérieurement de modillons et surmontée d'un clocheton. À l'extérieur, deux sacristies rectangulaires lui ont été ajoutées.
La nef et le chœur sont de style roman alors que les bas-côtés sont de style gothique, avec des clés de voûte sculptées.

## Mobilier
Parmi les objets liturgiques que recèle l'église, un bâton de procession en argent de croix processionnelle est classé au titre des monuments historiques.
Deux cloches sont installées dans le clocher. La plus ancienne date de 1847 et mesure 1,18 m de diamètre. L'autre, plus petite (0,95 m de diamètre), date de 1960 ; elle a remplacé une cloche de 1926 qui était fêlée. Une troisième cloche de 0,39 m de diamètre est accrochée à un clocheton, au-dessus du chœur.

## Galerie de photos

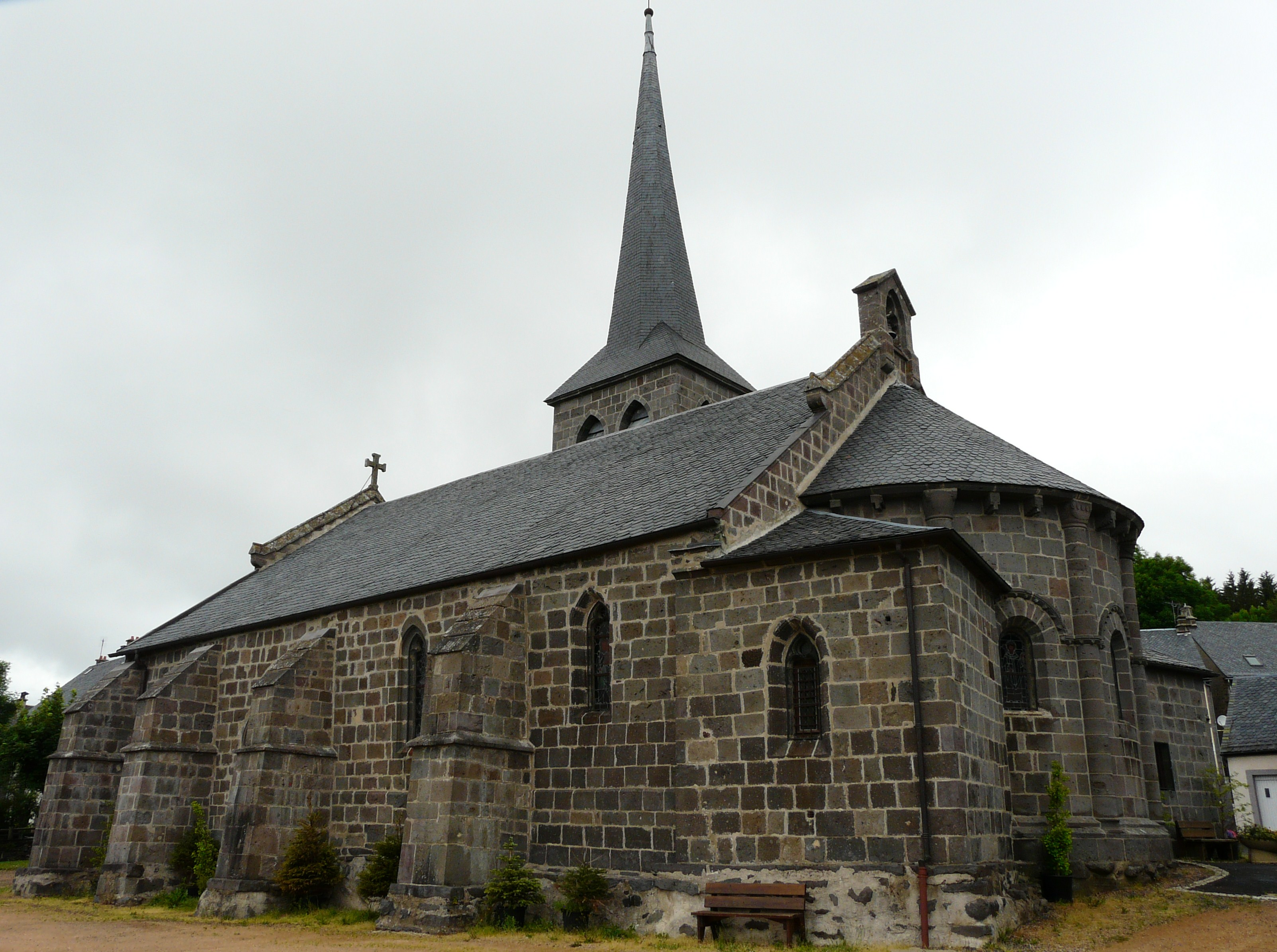
Le côté sud et ses contreforts massifs.
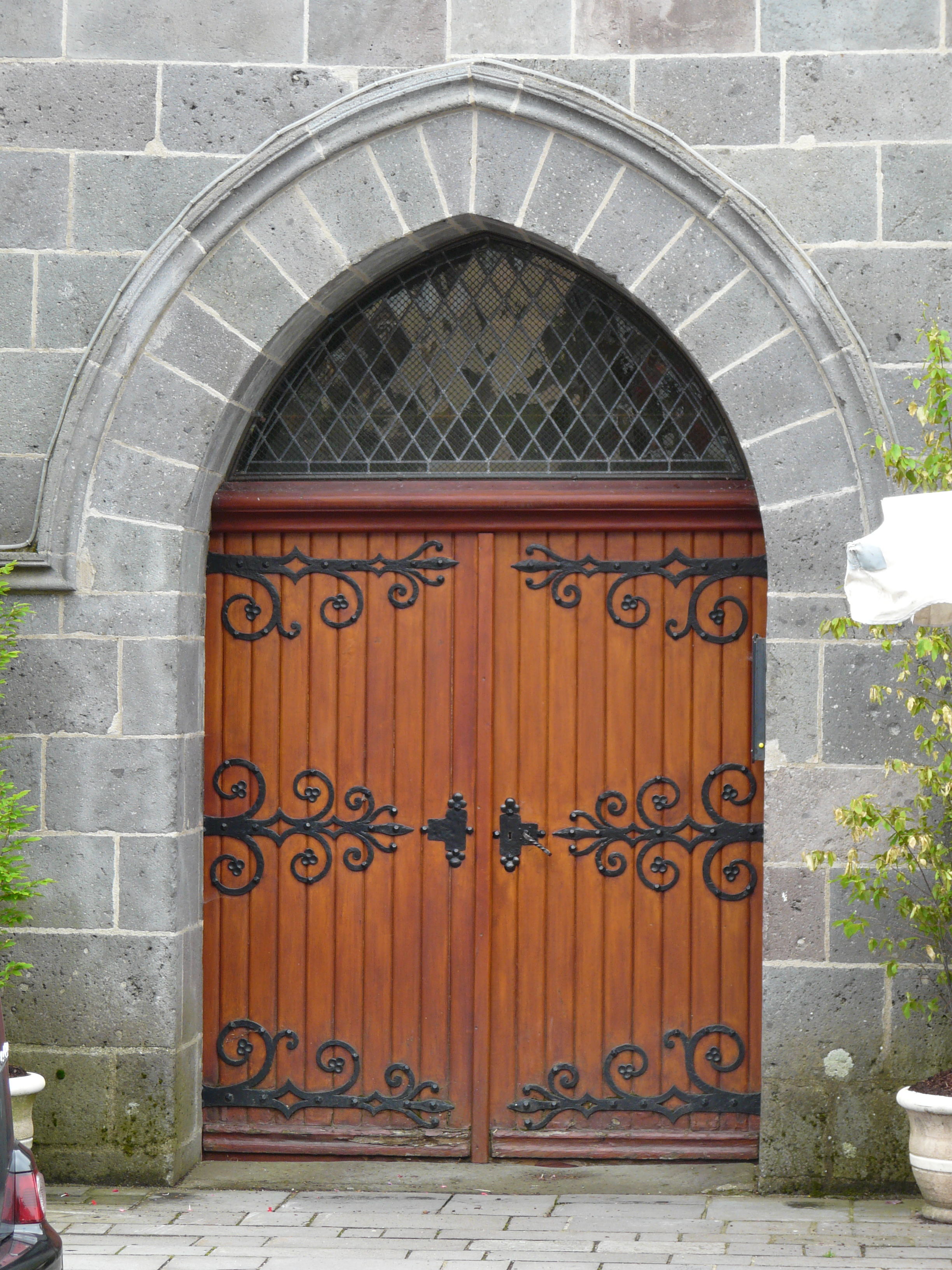
Le portail.
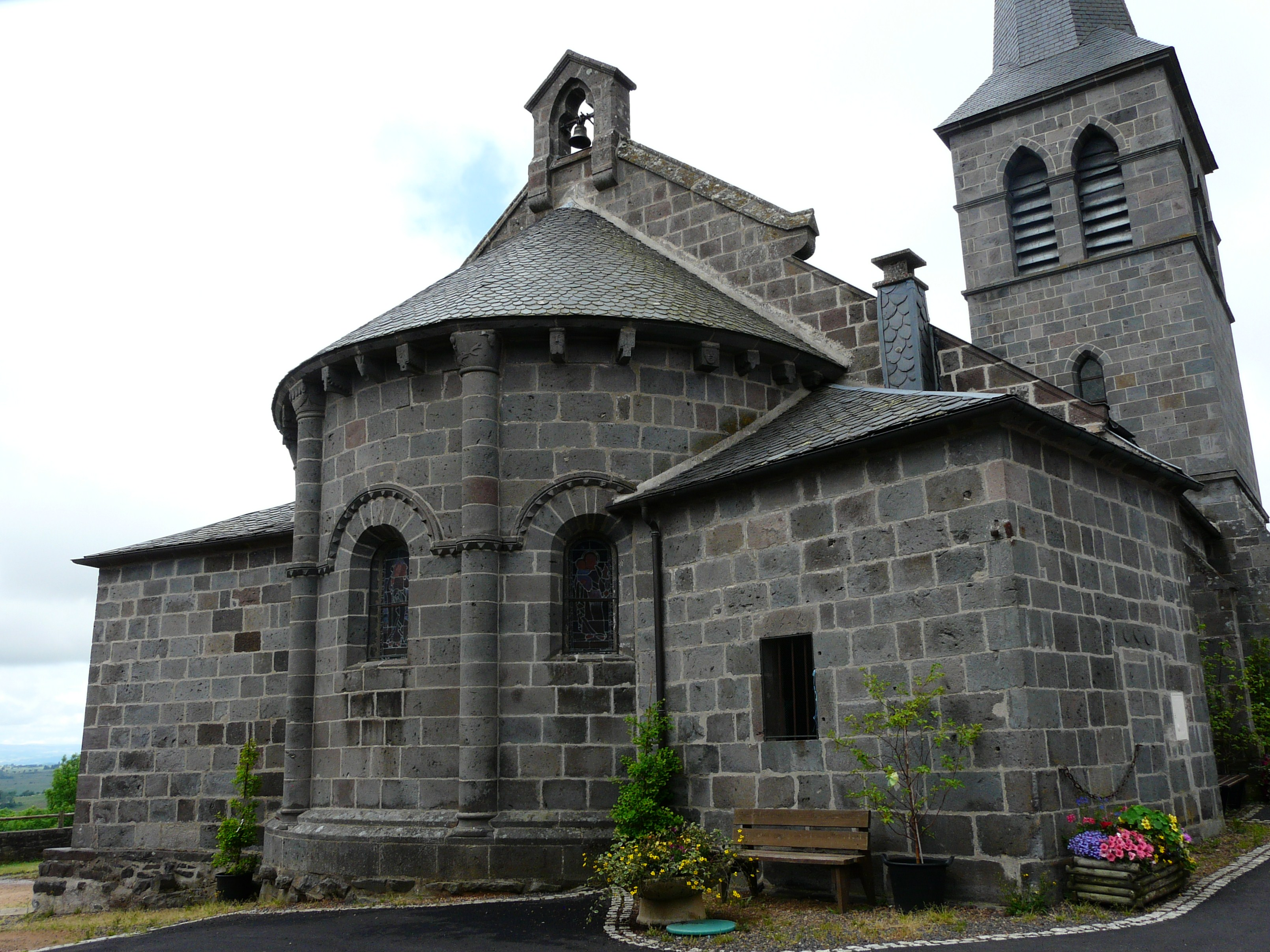
Le chevet.
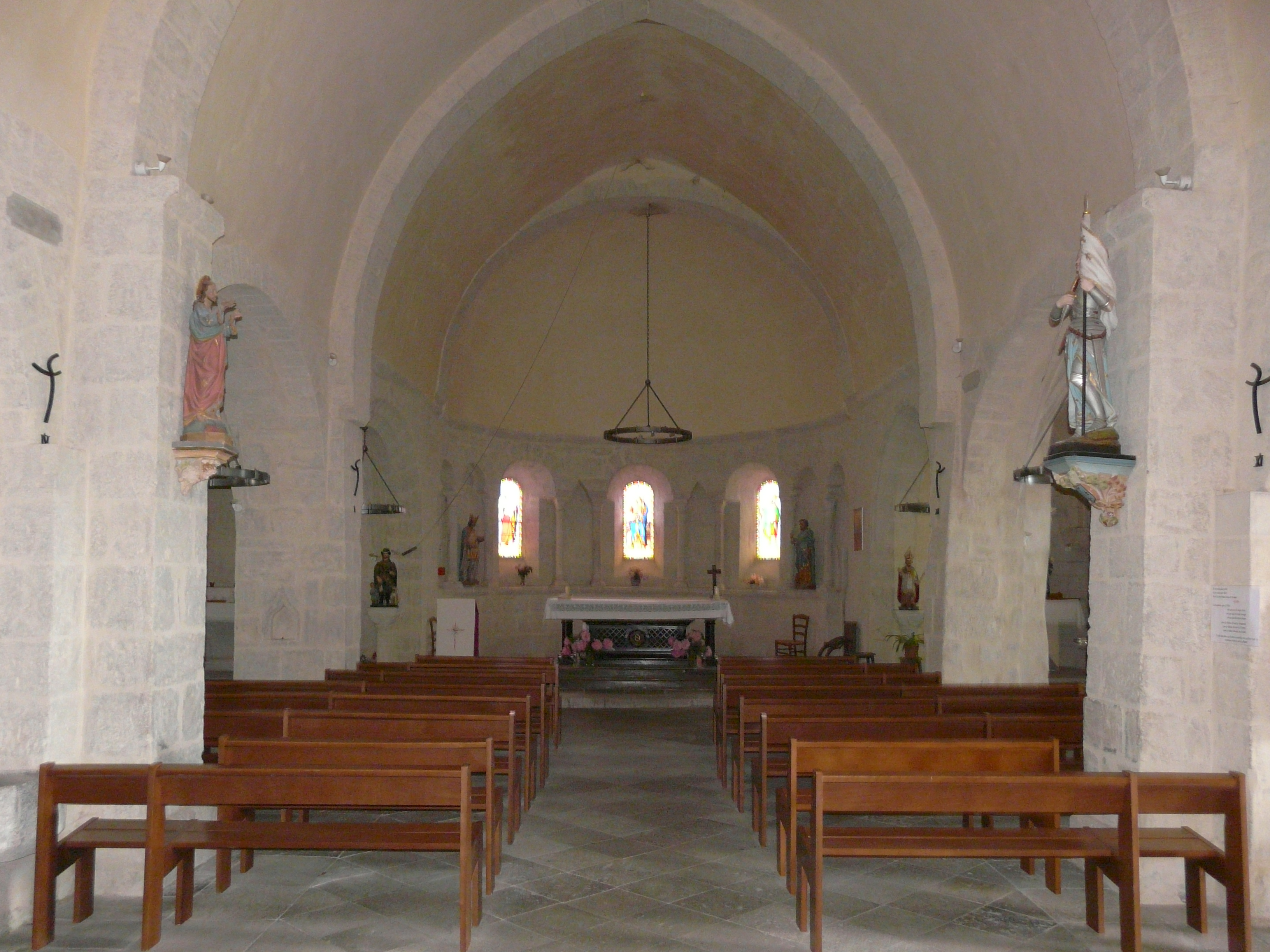
La nef.
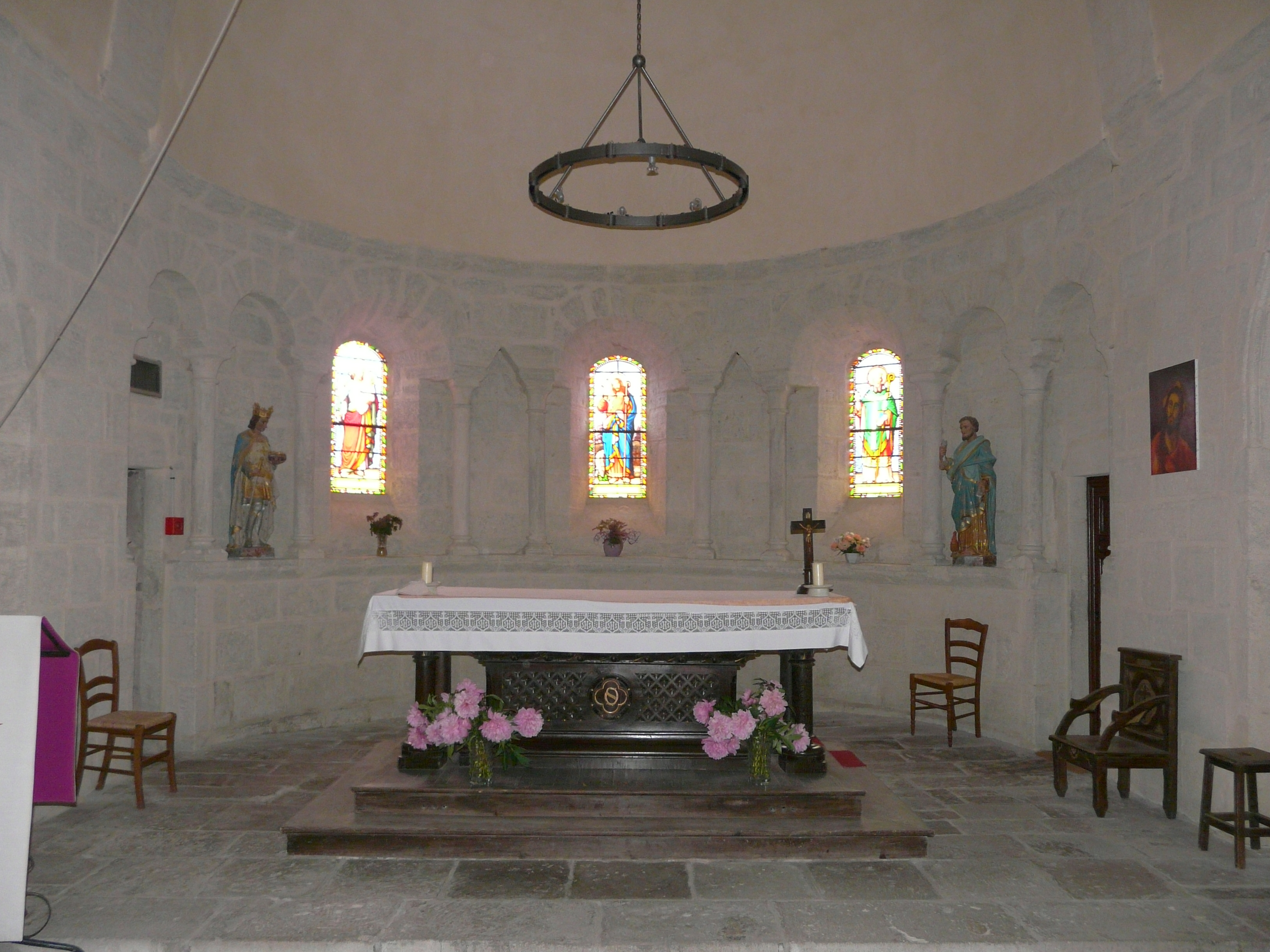
Le chœur.
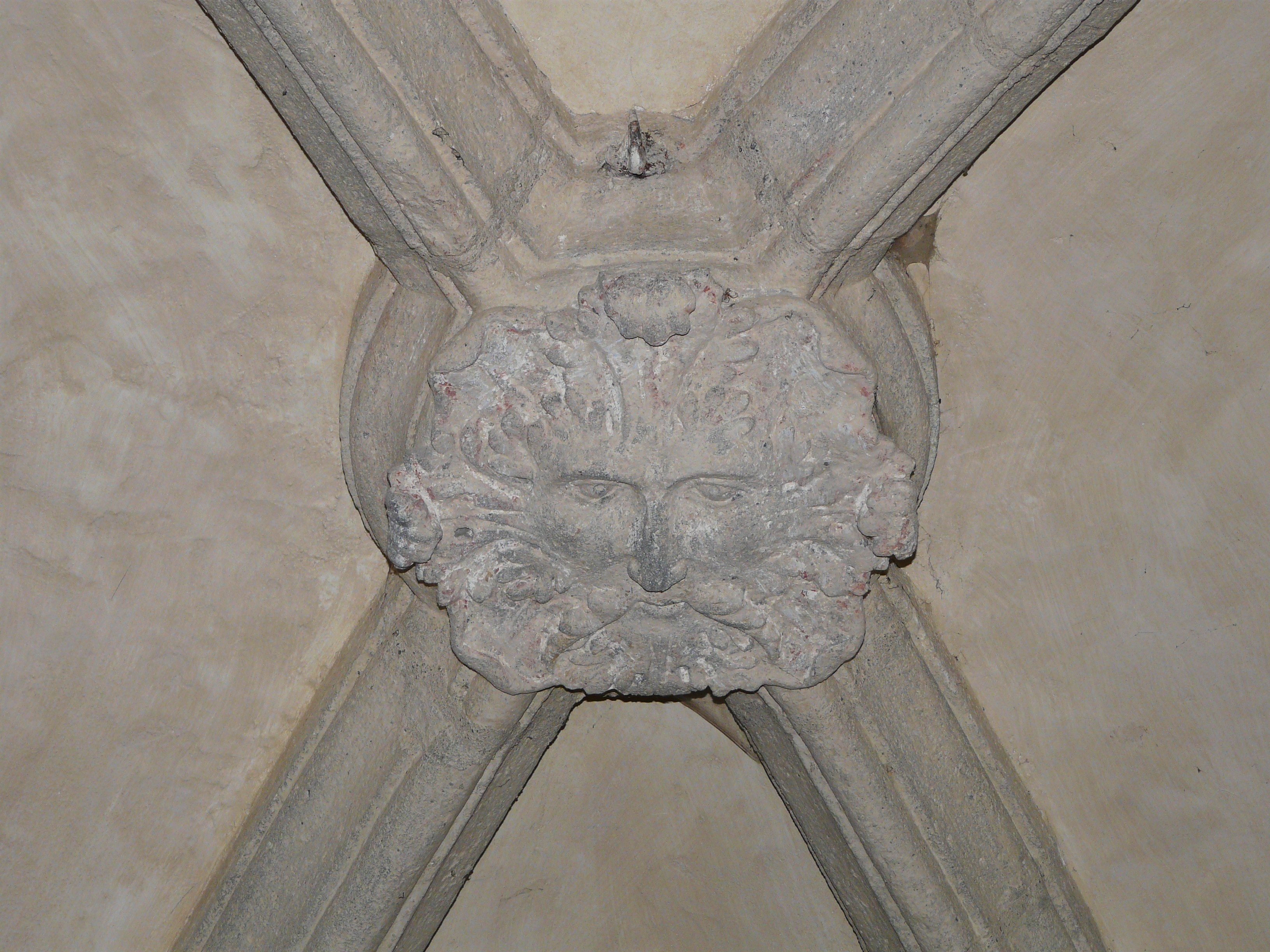
Une clé de voûte gothique.